# Park Narodowy Zombitse-Vohibasia
Park Narodowy Zombitse-Vohibasia – park narodowy położony w południowo-zachodniej części Madagaskaru, w regionie Atsimo-Andrefana. Zajmuje powierzchnię 36 308 ha.
Teren parku obejmuje suchy las, bagna oraz sawannę. Motywem założenia parku była wyjątkowa różnorodność biologiczna, a przede wszystkim występowanie dużej liczy rzadko spotykanych gatunków ptaków.
Największym zagrożeniem dla ochrony tego obszaru jest wylesianie. Dla potrzeb rolnictwa usuwano drzewa, w wyniku czego zamieniono krajobraz w suchy i prawie martwy płaskowyż. Lokalne ludy Bara i Mahafaly hodują zebu, w związku z czym potrzebują coraz więcej miejsca dla karmienia swoich zwierząt. Uprawiają oni także ryż i kukurydzę. Wśród tych zdewastowanych terenów pozostał się tylko skrawek lasów, który objęto ochroną tworząc Park Narodowy Zombitse-Vohibasia, dając schronienie obfitej różnorodności biologicznej fauny i flory.

## Podział parku
Park podzielony jest na 3 części:
- Zombitse – kompleks leśny o powierzchni 16 845 ha.
- Vohimena Isoky – 3293 ha.
- Vohibasia – 16 170 ha.

## Położenie
Znajduje się na południowo-zachodniej części Madagaskaru około 90 km na zachód od Parku Narodowego Isalo i 20 km na północ od miasta Sakaraha. W pobliżu parku przebiega droga Route nationale 7. Położony jest na wysokości od 300 do 825 m n.p.m.

## Flora
W parku spotkać można gatunki rodzaju figowca. Ponadto zaobserwowano między innymi Protorhus abrahamia oraz epifity, a wśród nich storczyki.

## Fauna
W parku zaobserwowano 47% endemicznych ptaków Madagaskaru oraz endemitów lokalnych, takich jak Xanthomixis apperti. Spotkać można także 8 gatunków lemurów, a wśród nich sifaka biała, czy zagrożony gatunek tana. W parku żyją także gekony, między innymi gatunek Phelsuma standigui.

## Klimat
Park znajduje się w strefie przejściowej między suchymi i wilgotnymi lasami Madagaskaru. Średnia temperatura wynosi 23–24 °C. Pora deszczowa trwa od stycznia do marca.

## Turystyka
Dla turystów wytyczono 4 szlaki turystyczne na terenie parku, po których można chodzić z przewodnikiem.